# Carlos Licona
Carlos Licona (* 3. März 1995 in Mexiko-Stadt, Mexiko, als Carlos Rogelio Licona) ist ein mexikanischer Boxer im Strohgewicht und aktueller ungeschlagener Weltmeister des Verbandes International Boxing Federation (kurz IBF).

## Profikarriere
Der 1,63 Meter große Mexicanito, so Liconas Kampfname, gab sein Profidebüt am 5. Dezember im Jahre 2014, er schlug seinen Landsmann Armando Diaz in einem auf vier Runden angesetzten Kampf bereits in Runde 1 klassisch K.o.
Gegen den Puerto Ricaner Janiel Rivera boxte Licona im April 2018 um den vakanten Latino-Gürtel der World Boxing Organization (kurz WBO). Licona konnte Rivera klar und einstimmig nach Punkten besiegen.
Am 1. Dezember desselben Jahres trat Licona dann gegen den Philippinen Mark Anthony Barriga im Staples Center in L.A. um die vakante IBF-Weltmeisterschaft an und siegte durch einstimmige Punktrichterentscheidung.